# Mel Rey Uy
Mel Rey Mingoa Uy (ur. 6 stycznia 1968 w San Agustin) – filipiński duchowny katolicki, biskup Luceny od 2017.

## Życiorys

### Prezbiterat
Święcenia kapłańskie otrzymał 24 maja 1994 i został inkardynowany do diecezji Romblon. Był m.in. ojcem duchownym i wykładowcą seminarium w Romblon, dyrektorem katolickiej uczelni w tym mieście oraz ekonomem diecezjalnym.

### Episkopat
29 lipca 2017 papież Franciszek mianował go biskupem ordynariuszem diecezji Lucena. Sakry udzielił mu 8 listopada 2017 metropolita Capiz - arcybiskup Jose Advincula.